# Unomattina Estate
Unomattina Estate è un programma televisivo italiano e versione estiva di Unomattina, in onda su Rai 1 dal 22 giugno 1992 dal lunedì al venerdì. Il programma, storicamente trasmesso dallo studio 3 del CPTV Rai di Saxa Rubra a Roma, nell'estate 2024 va in onda dallo studio 3 del Centro di produzione TV Raffaella Carrà.

## Il programma
Rispetto alla versione invernale, Unomattina Estate è maggiormente impostato sul mix tra hard e soft news. La programmazione ha deciso di puntare su un pubblico mutevole nel corso della stagione estiva, un'audience quindi più anziana e ancor più femminile, ma che continui, comunque, a cercare nella proposta televisiva informazione abbinata all'intrattenimento. Dall'edizione 2022 non sono più presenti edizioni del TG1 all'interno del programma, dato il cambio dell'orario di programmazione.

## Edizioni
| Edizione | Periodo        | Periodo           | Conduttori                           | Conduttori              | Co-conduttori        | Co-conduttori        |
| Edizione | Inizio         | Fine              | Conduttori                           | Conduttori              | Co-conduttori        | Co-conduttori        |
| -------- | -------------- | ----------------- | ------------------------------------ | ----------------------- | -------------------- | -------------------- |
| 1ª       | 15 giugno 1992 | 18 settembre 1992 | Amedeo Goria                         | Annalisa Manduca        | Enrico Papi          | Enrico Papi          |
| 2ª       | 21 giugno 1993 | 24 settembre 1993 | Amedeo Goria                         | Annalisa Manduca        | Enrico Papi          | Pino Strabioli       |
| 3ª       | 20 giugno 1994 | 23 settembre 1994 | Amedeo Goria                         | Maria Teresa Ruta       | Charlie Gnocchi      | Joe Violanti         |
| 4ª       | 19 giugno 1995 | 22 settembre 1995 | Amedeo Goria                         | Maria Teresa Ruta       | Charlie Gnocchi      | Joe Violanti         |
| 5ª       | 17 giugno 1996 | 20 settembre 1996 | Amedeo Goria                         | Melba Ruffo di Calabria | Charlie Gnocchi      | Joe Violanti         |
| 6ª       | 9 giugno 1997  | 19 settembre 1997 | Amedeo Goria                         | Ilaria Moscato          | Pino Strabioli       | Pino Strabioli       |
| 7ª       | 1º giugno 1998 | 18 settembre 1998 | Monica Maggioni                      | Paola Saluzzi           | Pino Strabioli       | Pino Strabioli       |
| 8ª       | 31 maggio 1999 | 24 settembre 1999 | Filippo Gaudenzi                     | Paola Saluzzi           | Cristiano Malgioglio | Cristiano Malgioglio |
| 9ª       | 5 giugno 2000  | 15 settembre 2000 | Monica Maggioni                      | Rodolfo Baldini         | Dario Salvatori      | Dario Salvatori      |
| 10ª      | 4 giugno 2001  | 14 settembre 2001 | Puccio Corona                        | Monica Leofreddi        | –                    | –                    |
| 11ª      | 3 giugno 2002  | 13 settembre 2002 | Paolo Giani                          | Sarah Felberbaum        | Cristiano Malgioglio | Sonia Grey           |
| 12ª      | 2 giugno 2003  | 12 settembre 2003 | Franco Di Mare                       | Sonia Grey              | Rodolfo Baldini      | Katia Noventa        |
| 13ª      | 31 maggio 2004 | 17 settembre 2004 | Franco Di Mare                       | Sonia Grey              | Cristiano Malgioglio | Rosanna Lambertucci  |
| 14ª      | 6 giugno 2005  | 9 settembre 2005  | Stefano Ziantoni                     | Caterina Balivo         | Sonia Grey           | Sonia Grey           |
| 15ª      | 5 giugno 2006  | 15 settembre 2006 | Stefano Ziantoni                     | Eleonora Daniele        | Sonia Grey           | Sonia Grey           |
| 16ª      | 4 giugno 2007  | 14 settembre 2007 | Duilio Giammaria, Nicoletta Manzione | Veronica Maya           | Livia Azzariti       | Livia Azzariti       |
| 17ª      | 2 giugno 2008  | 12 settembre 2008 | Massimo Mignanelli, Bruno Mobrici    | Veronica Maya           | Valentina Olla       | Valentina Olla       |
| 18ª      | 1º giugno 2009 | 11 settembre 2009 | Arnaldo Colasanti                    | Miriam Leone            | Bruno Mobrici        | Stefano Ziantoni     |
| 19ª      | 31 maggio 2010 | 10 settembre 2010 | Pierluigi Diaco                      | Georgia Luzi            | Massimo Mignanelli   | Adriana Pannitteri   |
| 20ª      | 30 maggio 2011 | 9 settembre 2011  | Gerardo Greco                        | Georgia Luzi            | Massimo Mignanelli   | Gabriella Capparelli |
| 21ª      | 4 giugno 2012  | 7 settembre 2012  | Gerardo Greco                        | Benedetta Rinaldi       | Alberto Matano       | Alberto Matano       |
| 22ª      | 3 giugno 2013  | 6 settembre 2013  | Duilio Giammaria                     | Benedetta Rinaldi       | Alessio Zucchini     | Valentina Bisti      |
| 23ª      | 2 giugno 2014  | 5 settembre 2014  | Alessio Zucchini                     | Benedetta Rinaldi       | Umberto Broccoli     | Antonia Varini       |
| 24ª      | 1º giugno 2015 | 4 settembre 2015  | Alessio Zucchini                     | Mia Ceran               | Umberto Broccoli     | Antonia Varini       |
| 25ª      | 30 maggio 2016 | 2 settembre 2016  | Alessio Zucchini                     | Mia Ceran               | –                    | Antonia Varini       |
| 26ª      | 12 giugno 2017 | 8 settembre 2017  | Valentina Bisti                      | Tiberio Timperi         | –                    | Antonia Varini       |
| 27ª      | 4 giugno 2018  | 7 settembre 2018  | Valentina Bisti                      | Massimiliano Ossini     | Umberto Broccoli     | Antonia Varini       |
| 28ª      | 17 giugno 2019 | 6 settembre 2019  | Valentina Bisti                      | Roberto Poletti         | Barbara Gubellini    | Antonia Varini       |
| 29ª      | 29 giugno 2020 | 4 settembre 2020  | Barbara Capponi                      | Alessandro Baracchini   | –                    | Antonia Varini       |
| 30ª      | 28 giugno 2021 | 10 settembre 2021 | Barbara Capponi                      | Giammarco Sicuro        | –                    | Antonia Varini       |
| 31ª      | 6 giugno 2022  | 9 settembre 2022  | Massimiliano Ossini                  | Maria Soave             | –                    | Antonia Varini       |
| 32ª      | 19 giugno 2023 | 8 settembre 2023  | Tiberio Timperi                      | Serena Autieri          | Gigi Marzullo        | Domenico Marocchi    |
| 33ª      | 3 giugno 2024  | 6 settembre 2024  | Alessandro Greco                     | Greta Mauro             | Antonia Varini       | Domenico Marocchi    |
| 34ª      | 3 giugno 2025  | 5 settembre 2025  | Alessandro Greco                     | Carolina Rey            | Antonia Varini       | Domenico Marocchi    |

## Spin-off
- Venerdì insieme: in onda nel 1994. Conducono Amedeo Goria e Maria Teresa Ruta.
- Unomattina Estate Weekend: in onda nel 2003, con la conduzione di Amedeo Goria e Maria Teresa Ruta, e nel 2011, con la conduzione di Gianni Milano e Ingrid Muccitelli.
- Unomattina Estate in giardino: in onda nel 2003. Conducono Franco Di Mare e Sonia Grey.
- Euromattina: in onda nel 2008. Conduce Mario Mattioli.
- Vitabella: in onda nel 2012. Conducono Luca Salerno e Vira Carbone fino al 3 agosto. Dal 6 agosto conduce Ingrid Muccitelli.
- Unomattina Talk: in onda nel 2013 e nel 2014.
- Sapore di sole: in onda nel 2013 (con il titolo Ciao, come stai?) e nel 2014. Conduce Ingrid Muccitelli.
- Dolce casa: in onda nel 2014. Conduce Veronica Maya.
- Effetto Estate: in onda nel 2015. Conducono Alessandro Greco e Benedetta Rinaldi con Rita Forte.
- Mezzogiorno italiano: in onda nel 2015. Conduce Arianna Ciampoli con Federico Quaranta e Serena Magnanensi.
- Quelle brave ragazze...: in onda nel 2017 e nel 2018. Conducono Arianna Ciampoli, Valeria Graci, Veronica Maya e Mariolina Simone. Nel 2017 le conduttrici sono affiancate da Savino Zaba.
- Pick Up - Storie a 45 giri: in onda nel 2017. Conducono Umberto Broccoli e Metis Di Meo.
- TuttoChiaro: in onda nel 2019. Conduce Monica Marangoni con la partecipazione di Umberto Broccoli.
- C'è tempo per...: in onda nel 2020. Conducono Beppe Convertini e Anna Falchi.
- Dedicato: in onda nel 2021. Conduce Serena Autieri con Enzo Campagnoli e Gigi Marzullo.
- Uno Weekend: in onda nel 2021. Conducono Beppe Convertini e Anna Falchi
- Unomattina Weekly: in onda dal 2022. Conducono Fabio Gallo e Lorella Boccia.

## Puntate speciali
Va in onda quando ci sono eventi straordinari o di certo spessore: va in onda anche in orari al di fuori della normale programmazione di Unomattina, arrivando all'edizione del TG1 delle 13:30 occupando anche la fascia del mezzogiorno.
| Messa in onda     | Conduzione          | Conduzione           | Conduzione       | Conduzione          | Argomenti della puntata                                                                           | Ascolti        | Ascolti | Ascolti |
| Messa in onda     | Conduzione          | Conduzione           | Conduzione       | Conduzione          | Argomenti della puntata                                                                           | Telespettatori | Share   | Fonte   |
| ----------------- | ------------------- | -------------------- | ---------------- | ------------------- | ------------------------------------------------------------------------------------------------- | -------------- | ------- | ------- |
| 12 settembre 2001 | Puccio Corona       | Puccio Corona        | Monica Leofreddi | Monica Leofreddi    | Attentati di New York                                                                             | –              | –       | –       |
| 9 giugno 2004     | Franco Di Mare      | Cristiano Malgioglio | Sonia Grey       | Rosanna Lambertucci | Arrivo a Ciampino degli ostaggi italiani                                                          | –              | –       | –       |
| 6 settembre 2007  | Nicoletta Manzione  | Nicoletta Manzione   | Veronica Maya    | Veronica Maya       | Morte di Luciano Pavarotti                                                                        | –              | –       | –       |
| 25 giugno 2009    | Arnaldo Colasanti   | Miriam Leone         | Bruno Mobrici    | Bruno Mobrici       | Morte di Michael Jackson                                                                          | –              | –       | –       |
| 20 giugno 2016    | Alessio Zucchini    | Alessio Zucchini     | Mia Ceran        | Antonia Varini      | Risultati delle elezioni politiche amministrative                                                 | 801 000        | 16,83%  | [ 1 ]   |
| 20 giugno 2016    | Alessio Zucchini    | Alessio Zucchini     | Mia Ceran        | Antonia Varini      | Risultati delle elezioni politiche amministrative                                                 | 585 000        | 12,43%  | [ 1 ]   |
| 15 luglio 2016    | Alessio Zucchini    | Alessio Zucchini     | Mia Ceran        | Antonia Varini      | Attentato di Nizza                                                                                | 997 000        | 19,27%  | [ 2 ]   |
| 16 luglio 2016    | Alessio Zucchini    | Alessio Zucchini     | Mia Ceran        | Antonia Varini      | Incidente ferroviario tra Andria e Corato, attentato di Nizza e tentato colpo di stato in Turchia | 1 148 000      | 13,32%  | [ 3 ]   |
| 23 luglio 2016    | Alessio Zucchini    | Alessio Zucchini     | Mia Ceran        | Antonia Varini      | Strage di Monaco di Baviera                                                                       | 1 031 000      | 19,62%  | [ 4 ]   |
| 24 agosto 2016    | Alessio Zucchini    | Alessio Zucchini     | Mia Ceran        | Antonia Varini      | Terremoto del 24 agosto 2016                                                                      | 1 462 000      | 26,10%  | [ 5 ]   |
| 25 agosto 2016    | Alessio Zucchini    | Alessio Zucchini     | Mia Ceran        | Antonia Varini      | Terremoto del 24 agosto 2016                                                                      | 1 058 000      | 22,50%  | [ 6 ]   |
| 7 luglio 2017     | Tiberio Timperi     | Tiberio Timperi      | Valentina Bisti  | Antonia Varini      | Crollo di una palazzina a Torre Annunziata                                                        | 784 000        | 18,50%  | [ 7 ]   |
| 18 agosto 2018    | Massimiliano Ossini | Umberto Broccoli     | Valentina Bisti  | Antonia Varini      | Funerale per le vittime del Ponte Morandi a Genova                                                | 2 265 000      | 16,90%  | [ 8 ]   |
| 17 luglio 2019    | Roberto Poletti     | Roberto Poletti      | Valentina Bisti  | Barbara Gubellini   | Morte di Andrea Camilleri                                                                         | 753 000        | 15,90%  | [ 9 ]   |

## Audience
| Edizione | Rete televisiva | Anno | Orario     | Durata  | Programmazione | Programmazione | Programmazione | Programmazione | Programmazione | Programmazione | Programmazione | Media auditel  | Media auditel |
| Edizione | Rete televisiva | Anno | Orario     | Durata  | L              | M              | M              | G              | V              | S              | D              | Telespettatori | Share         |
| -------- | --------------- | ---- | ---------- | ------- | -------------- | -------------- | -------------- | -------------- | -------------- | -------------- | -------------- | -------------- | ------------- |
| 1ª       | Rai 1           | 1992 | N.D.       | N.D.    |                |                |                |                |                |                |                | –              | –             |
| 2ª       | Rai 1           | 1993 | N.D.       | N.D.    |                |                |                |                |                |                |                | –              | –             |
| 3ª       | Rai 1           | 1994 | N.D.       | N.D.    | 680 000        | 29,59%         |                |                |                |                |                |                |               |
| 4ª       | Rai 1           | 1995 | N.D.       | N.D.    | 785 000        | 31,00%         |                |                |                |                |                |                |               |
| 5ª       | Rai 1           | 1996 | N.D.       | N.D.    | –              | –              |                |                |                |                |                |                |               |
| 6ª       | Rai 1           | 1997 | N.D.       | N.D.    | –              | –              |                |                |                |                |                |                |               |
| 7ª       | Rai 1           | 1998 | N.D.       | N.D.    | –              | –              |                |                |                |                |                |                |               |
| 8ª       | Rai 1           | 1999 | N.D.       | N.D.    | –              | –              |                |                |                |                |                |                |               |
| 9ª       | Rai 1           | 2000 | N.D.       | N.D.    | –              | –              |                |                |                |                |                |                |               |
| 10ª      | Rai 1           | 2001 | N.D.       | N.D.    | –              | –              |                |                |                |                |                |                |               |
| 11ª      | Rai 1           | 2002 | N.D.       | N.D.    | –              | –              |                |                |                |                |                |                |               |
| 12ª      | Rai 1           | 2003 | N.D.       | N.D.    | –              | –              |                |                |                |                |                |                |               |
| 13ª      | Rai 1           | 2004 | N.D.       | N.D.    | –              | –              |                |                |                |                |                |                |               |
| 14ª      | Rai 1           | 2005 | N.D.       | N.D.    | –              | –              |                |                |                |                |                |                |               |
| 15ª      | Rai 1           | 2006 | N.D.       | N.D.    | –              | –              |                |                |                |                |                |                |               |
| 16ª      | Rai 1           | 2007 | N.D.       | N.D.    | –              | –              |                |                |                |                |                |                |               |
| 17ª      | Rai 1           | 2008 | N.D.       | N.D.    | –              | –              |                |                |                |                |                |                |               |
| 18ª      | Rai 1           | 2009 | N.D.       | N.D.    | –              | –              |                |                |                |                |                |                |               |
| 19ª      | Rai 1           | 2010 | N.D.       | N.D.    | –              | –              |                |                |                |                |                |                |               |
| 20ª      | Rai 1           | 2011 | N.D.       | N.D.    | 921 000        | 20,96%         |                |                |                |                |                |                |               |
| 21ª      | Rai 1           | 2012 | 6:45-10:00 | 195 min | 805 000        | 18,51%         |                |                |                |                |                |                |               |
| 22ª      | Rai 1           | 2013 | 6:45-9:30  | 165 min | 825 000        | 19,55%         |                |                |                |                |                |                |               |
| 22ª      | Rai 1           | 2013 | 6:45-9:30  | 165 min | 662 000        | 14,76%         |                |                |                |                |                |                |               |
| 23ª      | Rai 1           | 2014 | 6:45-9:30  | 165 min | 788 000        | 18,48%         |                |                |                |                |                |                |               |
| 24ª      | Rai 1           | 2015 | 7:10-10:00 | 170 min | 699 000        | 16,94%         |                |                |                |                |                |                |               |
| 25ª      | Rai 1           | 2016 | 7:10-10:30 | 200 min | 715 000        | 16,93%         |                |                |                |                |                |                |               |
| 25ª      | Rai 1           | 2016 | 7:10-10:30 | 200 min | 596 000        | 13,94%         |                |                |                |                |                |                |               |
| 26ª      | Rai 1           | 2017 | 7:10-10:00 | 170 min | 811 000        | 18,87%         |                |                |                |                |                |                |               |
| 27ª      | Rai 1           | 2018 | 7:10-10:00 | 170 min | 834 000        | 18,11%         |                |                |                |                |                |                |               |
| 28ª      | Rai 1           | 2019 | 7:10-10:30 | 200 min | 813 000        | 17,60%         |                |                |                |                |                |                |               |
| 29ª      | Rai 1           | 2020 | 7:10-9:50  | 160 min | 752 000        | 16,28%         |                |                |                |                |                |                |               |
| 30ª      | Rai 1           | 2021 | 7:10-9:50  | 160 min | 784 000        | 17,18%         |                |                |                |                |                |                |               |
| 31ª      | Rai 1           | 2022 | 9:05-12:00 | 175 min | –              | –              |                |                |                |                |                |                |               |
| 32ª      | Rai 1           | 2023 | 9:05-12:00 | 175 min | –              | –              |                |                |                |                |                |                |               |
| 33ª      | Rai 1           | 2024 | 9:00-11:30 | 150 min | –              | –              |                |                |                |                |                |                |               |
| 34ª      | Rai 1           | 2025 | 9:10-11:30 | 140 min | –              | –              |                |                |                |                |                |                |               |
| 34ª      | Rai 1           | 2025 | 8:35-11:30 | 175 min | –              | –              |                |                |                |                |                |                |               |